# Daniel Bibi Biziwu
Pour les articles homonymes, voir Bibi.

a Compétitions nationales et continentales officielles uniquement.

b Matchs officiels uniquement.
Dernière mise à jour le 3 août 2025.
Daniel Bibi Biziwu, né le 29 août 2001 à Viry-Châtillon (Essonne), est un joueur français de rugby à XV évoluant au poste de pilier gauche avec la Section paloise en Top 14.

## Biographie

### Jeunesse et formation
Daniel Bibi Biziwu naît à Viry-Châtillon dans le département de l'Essonne. Dès ses sept ans, il découvre le rugby à XV par l'intermédiaire de son frère Moïse. Il est formé à l'ES Viry-Châtillon de 2008 à 2013, puis au Rugby Club Massy Essonne de 2013 à 2018, il rejoint l'ASM Clermont Auvergne et son centre de formation en 2018, après avoir été repéré par l'entraîneur des espoirs Xavier Sadourny,,, en compagnie de son coéquipier à Massy Kévin Noah,,.
Intégré au Pôle France fin 2020, Bibi Biziwu fait notamment partie des sélections françaises des moins de 17 ans,,, puis des moins de 20 ans développement,.

### Carrière professionnelle
Daniel Bibi Biziwu commence sa carrière professionnelle le 6 septembre 2020 contre le Stade toulousain au stade Marcel-Michelin, remplaçant Giorgi Beria à la 60e d'un match finalement remporté 33-30 par les Clermontois lors de la première journée du Top 14,. Au total, il prend part à quatorze rencontres pour sa première saison en professionnel, toutes en tant que remplaçant,.
Intégré à l'équipe de France des moins de 20 ans en 2021, il ne fait néanmoins pas ses débuts avec les Bleuets, étant retenu dans l'effectif professionnel de son club, pour un Tournoi des Six Nations des moins de 20 ans 2021 qui est finalement reporté. Toutefois, le Tournoi étant reporté à partir du mois de juin, il prend finalement part à trois rencontres durant cette compétition. Lors du match contre l'Écosse il réalise une bonne performance en étant notamment dominant en mêlée avec son coéquipier de l'ASM Clermont Henzo Kiteau,, et participe à la seconde place acquise par les Bleuets dans la compétition.
En début d'année 2022, malgré un temps de jeu réduit (quatre matchs, tous en tant que titulaire) depuis le début de saison, il est convoqué pour la première fois en équipe de France dans un groupe de quarante-deux joueurs afin de préparer le Tournoi des Six Nations,,. Toutefois, il déclare forfait après avoir été testé positif au Covid-19, il ne dispute aucun match avec le XV de France.
En novembre 2022, il est appelé avec les Barbarians français, dans un groupe de vingt-trois joueurs, pour affronter les Fidji au Stade Pierre-Mauroy. À la fin de la saison 2022-2023, il signe son premier contrat professionnel avec l'ASM Clermont. 
À l'issue de la saison 2023-2024, étant en fin de contrat, il n'est pas conservé par l'ASM Clermont,,. De ce fait, il s'engage avec la Section paloise.

## Style de jeu
Bibi Biziwu joue principalement au poste de pilier gauche,, évoluant à ses débuts surtout dans un rôle d'impact player, entrant en jeu en moyenne à vingt minutes de la fin des matchs,. En junior, grâce à ses qualités de vitesse, il a évolué aux postes de centre et de troisième ligne,.